# Zusi (videójáték)
A Zusi egy német fejlesztésű vasútszimulátor játék. Neve mozaikszó, a szoftver teljes neve  Zugsimulator für Microsoft Windows, ami szabad fordításban vonatszimulátor Microsoft Windows alá-t jelent.

## Története
A Zusi 2003-ban indult útjára a németországi Braunschweigból. 2009-re Európa számos országában ismerik és elérhető több nyelven is.
2007-ben a fejlesztők elkezdték a futtató- és fejlesztőkörnyezetet alkalmassá tenni a textúrázott objektumok fogadására, 2008-ban már volt lehetőség ilyen objektumok beillesztésére a pályába.

## Hardver- és szoftverigény
Jelentős erőforrásigénye van:
- támogatott operációs rendszerek: Windows 98/ME/2000/XP (nem támogatott: Windows NT és Windows 95) – bár hivatalosan nem támogatott, az újabb Windows-rendszereken is működőképes, nem szükséges kialakítani kompatibilitási futtatókörnyezetet;
- legalább Pentium III-as alaplap és processzor;
- legalább 1 GB RAM (nagy kiterjedésű pályákhoz akár több is);
- 3D- és DirectX9-kompatibilis videókártya, hardveres T&L), 1024×768 px felbontással;
- hangkártya;
- a teljes verzióhoz kb. 3,5 GB szabad tárhely;
- DirectX 9.

## Célja
A Zusi készítői elsősorban nagyvasúti járművek fizikai, mechanikai modellezésére fektették a legnagyobb hangsúlyt, azaz szinte tökéletesen fékez és vontat a modellezett jármű. Ennek tudható be a nagy erőforrásigény.
Modellezték a különböző rendszerű vonatbefolyásoló berendezések pontos működését: SIFA-t, PZB/INDUSI-t vagy akár az LZB-t, valamint az pályaszerkesztőben az állomási és nyíltvonali biztosítóberendezés működése is megadható (a különböző oldóelemek helyétől kezdve szinte határtalanok a lehetőségek), így a számítógép előtt ülő mozdonyvezető pontos képet kap az állomás tényleges működéséről.

## Felépítése
A csomag több programból tevődik össze, úgymint:
- Zugsimulator, azaz vonatszimulátor, maga a játék;
- járműszerkesztő (Fahrzeugeditor);
- vezetőállás-szerkesztő (Führerstandeditor);
- pályaszerkesztő (Streckeneditor);
- épületszerkesztő (Gebäudeeditor);
- Zusi-Update, a letöltött frissítéseket kezelő program;
- Verwaltung (lefordítva: kezelő), a letöltött kiegészítéseket kezelő program.

## Működése
Elsődlegesen a számítógép billentyűzetéről célszerű vezetni, de számtalan házi gyártású, kisszériás kiegészítő érhető el hozzá a különböző vezetőállásokhoz, főleg német nyelvterületről.
A játékba először a pályát, majd a pályához tartozó menetrendek közül a kívántat betöltve a kiválasztható továbbítandó vonat, majd a programhoz kapott segédanyagokban leírt módon vezetve a járművel a célba el kell érni.
Ha véget ér a játék, a program elkészít különböző grafikonokat, bejelölve azokat a pontokat, amelyeken valamit rosszul csinált a játékos, majd százalékosan is értékeli a teljesítményt.

## Előnyei, hátrányai
A komoly erőforrásigény nehezen érthető, ha a Zusi 2 grafikáját látjuk: a poligonokból (sokszögekből) épített táj és jármű nem okoz akkora grafikai élményt, ami ezt az igényt indokolná, ám ha figyelembe vesszük, hogy ezen járművekből nagyon gyakran több száz mozgatását kell egyszerre elvégeznie a szoftvernek, különösen annak fizikai szimulációjával együtt, máris érthetővé válik.
Óriási előnye a nagyon hű fizikai, biztosítóberendezési modellezés, ám ez komoly vezetéstechnikai, vasútközlekedési ismereteket igényel. A program képes kezelni az írásbeli rendelkezéseket, különböző véletlenszerű biztosítóberendezési hibákat generálni (akár egy fiktív, tervezett állomás kapacitásvizsgálatánál is előnyös lehet), ám nem képes küldetéseket kezelni, ahogy a tolatási mozgások koordinálása is nehezen oldható meg. Hasonló módon körülményesen tudja kezelni, ha a járművek száma a vonat közlekedése során csökken vagy nő, a fejállomásokra történő szerelvénybetolásokat pedig szinte egyáltalán nem képes kezelni.
A készítők ígérete alapján várható, hogy a felmerült problémák később csökkennek. Erre a Zusi 3 előrejelzései alapján nagy a lehetőség (pl. időjárás-modellezés, tolatás stb.).

## Minőségbiztosítás
A keretszoftver készítői üzemeltetnek egy úgynevezett ZPA (mozaikszó: Zusi-Prüfamt = „Zusi-vizsgálóhivatal”) csapatot, melynek célja, hogy a világ több pontján dolgozó fejlesztők által készített járművek, pályamenti berendezések, tereptárgyak stb. kellő minőséget képviselve kerüljenek ki a frissítések közé. Fontos, hogy a hivatalos kiegészítők, frissítések erőforrásigénye számottevően nem lehet nagyobb, mint az eredetileg kiadott elemeké.
A jóváhagyott kiegészítők, javítások a hivatalos honlapról letöltve, a benne található scriptek alapján önműködően települ, a felhasználótól külön beavatkozást nem igényel.

## Kiegészítők
A ZPA által jóváhagyott kiegészítők (pályák, járművek, vezetőállások) az egyes verziójú telepítőlemezekre alapozva a Zusi saját német nyelvű weboldaláról letölthetők, majd a Verwaltung modul segítségével telepíthetők.
Számos jó minőségű, ám a készítők által jóvá nem hagyott modell és pálya érhető el különböző honlapokról, így közöttük a teljes magyarországi vasúti járműállomány, MÁV-szabványú jelzőkkel, útátjáró-elemekkel stb.
A Zusihoz (legfőképpen a német nyelvterületről) több segédprogram készült a minél tökéletesebb „vezetési élmény” megvalósítása, illetve a pályák, a járművek, a tereptárgyak előállításának megkönnyítése érdekében (mint pl. digitálismenetrend-megjelenítő, mozdonyszámítógép-emulátor; geomodellező, házépítő, perontető-generátor stb.), amelyek részint a telepítőlemezről, részint a Zusi weboldalának hivatkozásgyűjteményén keresztül érhetők el.